# Antho erecta
Antho erecta är en svampdjursart som först beskrevs av Ferrer-Hernandez 1922.  Antho erecta ingår i släktet Antho och familjen Microcionidae. Inga underarter finns listade i Catalogue of Life.